# El Pino (Cáceres)
El Pino es una pedanía española perteneciente al municipio de Valencia de Alcántara. Es el más antiguo de los caseríos de la campiña. 

## Geografía física

### Ubicación
Se encuentra ubicado entre la Sierra Fría y la sierra de la Peña, a unos 10 kilómetros del centro urbano de Valencia de Alcántara y a dos kilómetros de la frontera portuguesa en el fondo de un valle formado por la ribera Avid entre la sierra de Las Peñas y la Sierra Fría. La actividad agropecuaria original del caserío se ha ido acomodando progresivamente al sector de servicios, especialmente al turismo.
|                                   | Norte: Las Casiñas, Las Huertas de Cansa | Nordeste: Las Lanchuelas        |
| Oeste: Torrejão (Portugal)        |                                          |                                 |
| Suroeste: São Julião (Portalegre) |                                          | Sureste: La Aceña de la Borrega |

## Historia
La zona donde ahora se localiza esta pedanía era un lugar de tránsito ya por la época romana, lo que todavía se puede comprobar al pasar por la zona del puerto del Pino donde se conservan las ruinas de una antigua calzada romana.[cita requerida]
La población de El Pino no se dio hasta el siglo XIII debido a que en aquella época se promovió cultivar tierras lejos de la villa, con lo que la gente dedicada a este trabajo no podía desplazarse a tantos kilómetros y decidió asentarse allí.[cita requerida]
Fue ayuntamiento independiente en 1827 agregándose al de Valencia de Alcántara por Real Orden de 28 de enero de 1861.El municipio de Pino de Valencia tenía en 1857 (único censo en el que figura) una población de hecho de 2215 habitantes.
Es notable incluir la personalidad de Don Jacinto Alvés Rebasco. Alcalde de El Pino por los años de principios del siglo XX, a este personaje se debe la instalación en Las Carrizas de la fuente que hoy todavía se conserva y que es una parte de su patrimonio público más valioso. La fuente está dedicada al alcalde Don Francisco Gordillo.[cita requerida]

## Demografía
| Gráfica de evolución demográfica de Pino de Valencia entre 1857 y 1857 |
| |
| Población de derecho según los censos de población del INE Población de hecho según los censos de población del INEEntre el censo de 1857 y el anterior, aparece este municipio porque se segrega del municipio Valencia de Alcantara. Entre el censo de 1860 y el anterior, este municipio desaparece porque se integra en el municipio Valencia de Alcántara. |

Sus datos de población en los últimos años han sido los siguientes:
|                         | 2002 | 2005 | 2008 | 2011 | 2014 |
| ----------------------- | ---- | ---- | ---- | ---- | ---- |
| Población en el caserío | 99   | 100  | 113  | 98   | 92   |
| Población en diseminado | 17   | 16   | 17   | 22   | 13   |
| Población total         | 116  | 116  | 130  | 120  | 105  |

## Transportes y comunicaciones
Se sitúa a 1 km de la carretera nacional N-521. El caserío está conectado a la N-521 a través de la carretera provincial CC-131.

## Cultura

### Patrimonio material
- Iglesia parroquial del siglo XVIII, teniendo una advocación de La Inmaculada Concepción,[6][7] conservando una talla de Jesús Nazareno.
- Fuente de Las Carrizas.
- Casa situada con la calle Nueces, de moderna decoración, que se asemeja a las obras de Gaudí.
- Algunas de sus casas aún conservan portados ojivales semejantes a los del barrio antiguo de la Villa.[8]
- Bar.[8]
- Horno comunitario.[9]

### Patrimonio inmaterial
- Sus fiestas patronales se celebran el tercer domingo de septiembre en honor a la Purísima Concepción. Se realizan diversos juegos para los más pequeños, un partido de fútbol entre solteros y casados, rutas senderistas por los parajes de las diversas sierras, degustación de dulces y comidas populares, además del tradicional torneo de tute.[10]
- Fiesta en honor de Santa María, conocida popularmente como "la fiesta del veraneante" que se celebra el 15 de agosto, que recogen lo más íntimo de las verbenas populares fronterizas.